# Бизи (Ду)
Бизи (фр. Busy) насеље је и општина у источној Француској у региону Франш-Конте, у департману Ду која припада префектури Безансон.
По подацима из 2011. године у општини је живело 571 становника, а густина насељености је износила 109,81 становника/km². Општина се простире на површини од 5,2 km². Налази се на средњој надморској висини од 300 метара (максималној 431 m, а минималној 227 m).

## Демографија
| 1962. | 1968. | 1975. | 1982. | 1990. | 1999. | 2011. |
| ----- | ----- | ----- | ----- | ----- | ----- | ----- |
| 240   | 273   | 300   | 331   | 407   | 487   | 571   |

График промене броја становника у току последњих година